# Volta a la Comunitat Valenciana 1986
La Volta a la Comunitat Valenciana 1986, quarantaquattresima edizione della corsa, si svolse dal 18 al 23 febbraio su un percorso di 854 km ripartiti in 5 tappe più un cronoprologo, con partenza a Dénia e arrivo a Valencia. Fu vinta dal francese Bernard Hinault della La Vie Claire Wonder-Radar davanti allo spagnolo Jesús Blanco Villar e allo svizzero Jörg Müller.

## Tappe
| Tappa  | Data        | Percorso                          | km  | Vincitore di tappa | Leader cl. generale |
| ------ | ----------- | --------------------------------- | --- | ------------------ | ------------------- |
| Prol.  | 18 febbraio | Dénia > Dénia (cron. individuale) | 8,9 | Bert Oosterbosch   |                     |
| 1ª     | 19 febbraio | Dénia > Elda                      | 196 | Sean Kelly         |                     |
| 2ª     | 20 febbraio | Elda > Masamagrell                | 186 | Jos Lammertink     |                     |
| 3ª     | 21 febbraio | Masamagrell > Montanejos          | 195 | Sean Kelly         |                     |
| 4ª     | 22 febbraio | Montanejos > Burriana             | 208 | Greg LeMond        |                     |
| 5ª     | 23 febbraio | Valencia > Valencia               | 60  | Jörg Müller        | Bernard Hinault     |
| Totale | Totale      | Totale                            | 854 |                    |                     |

## Dettagli delle tappe

### Prologo
- 18 febbraio: Dénia > Dénia (cron. individuale) – 8,9 km

| Pos. | Corridore           | Squadra       | Tempo  |
| ---- | ------------------- | ------------- | ------ |
| 1    | Bert Oosterbosch    | Panasonic     | 10'56" |
| 2    | Jesús Blanco Villar | Teka          | a 13"  |
| 3    | Bernard Hinault     | La Vie Claire | a 15"  |

| Pos. | Corridore | Squadra | Tempo |
| ---- | --------- | ------- | ----- |

### 1ª tappa
- 19 febbraio: Dénia > Elda – 196 km

| Pos. | Corridore            | Squadra      | Tempo    |
| ---- | -------------------- | ------------ | -------- |
| 1    | Sean Kelly           | KAS-Canal 10 | 5h55'36" |
| 2    | Alfonso Gutierrez    | Teka         | s.t.     |
| 3    | Jørgen Vagn Pedersen | Carrera      | s.t.     |

| Pos. | Corridore | Squadra | Tempo |
| ---- | --------- | ------- | ----- |

### 2ª tappa
- 20 febbraio: Elda > Masamagrell – 186 km

| Pos. | Corridore         | Squadra   | Tempo    |
| ---- | ----------------- | --------- | -------- |
| 1    | Jos Lammertink    | Panasonic | 4h24'22" |
| 2    | Christian Chaubet | Fagor-MBK | s.t.     |
| 3    | Martin Earley     | Fagor-MBK | s.t.     |

| Pos. | Corridore | Squadra | Tempo |
| ---- | --------- | ------- | ----- |

### 3ª tappa
- 21 febbraio: Masamagrell > Montanejos – 195 km

| Pos. | Corridore         | Squadra       | Tempo    |
| ---- | ----------------- | ------------- | -------- |
| 1    | Sean Kelly        | KAS-Canal 10  | 5h52'06" |
| 2    | Greg LeMond       | La Vie Claire | s.t.     |
| 3    | Guido Van Calster | Zor-BH        | s.t.     |

| Pos. | Corridore | Squadra | Tempo |
| ---- | --------- | ------- | ----- |

### 4ª tappa
- 22 febbraio: Montanejos > Burriana – 208 km

| Pos. | Corridore         | Squadra       | Tempo    |
| ---- | ----------------- | ------------- | -------- |
| 1    | Greg LeMond       | La Vie Claire | 5h26'12" |
| 2    | Jean-Claude Bagot | Fagor-MBK     | s.t.     |
| 3    | Celestino Prieto  | Reynolds      | s.t.     |

| Pos. | Corridore | Squadra | Tempo |
| ---- | --------- | ------- | ----- |

### 5ª tappa
- 23 febbraio: Valencia > Valencia – 60 km

| Pos. | Corridore            | Squadra      | Tempo    |
| ---- | -------------------- | ------------ | -------- |
| 1    | Jörg Müller          | KAS-Canal 10 | 1h27'31" |
| 2    | Jørgen Vagn Pedersen | Carrera      | a 1"     |
| 3    | Sean Kelly           | KAS-Canal 10 | a 6"     |

| Pos. | Corridore           | Squadra       | Tempo     |
| ---- | ------------------- | ------------- | --------- |
| 1    | Bernard Hinault     | La Vie Claire | 23h17'10" |
| 2    | Jesús Blanco Villar | Teka          | a 3"      |
| 3    | Jörg Müller         | KAS-Canal 10  | a 5"      |

## Classifiche finali

### Classifica generale
| Pos. | Corridore           | Squadra       | Tempo     |
| ---- | ------------------- | ------------- | --------- |
| 1    | Bernard Hinault     | La Vie Claire | 23h17'10" |
| 2    | Jesús Blanco Villar | Teka          | a 3"      |
| 3    | Jörg Müller         | KAS-Canal 10  | a 5"      |